# 三官庙 (新绛)
三官庙俗称葫芦庙，位于中国山西省新绛县县城龙兴镇韩家巷西口仁义路24号，是一处全国重点文物保护单位。

## 历史
三官庙建于元至正元年（1341年），明嘉靖三十一年(1552年)、清乾隆四十二年（1777年）、咸丰九年（1859年）、同治十三年（1874年）、民国十三年（1924年）重修。墙内嵌有立石《三官庙碑》、《重修葫芦庙》碑。

## 建筑
三官庙坐东朝西，现存献殿和正殿，两殿紧密相连，均为元代建筑。
沿街的献殿面阔一间，进深二间，方形平面，单檐十字歇山顶，构架古拙粗犷，曾为水暖商店占用，修缮后关闭。东墙镶嵌清同治十三年（1874年）《重修葫芦庙记》西墙镶嵌清咸丰九年（1859年）《三官庙碑》。
正殿与献殿紧密相连，面阔仅为二间，进深三间，单檐悬山顶，殿内有三清及文武众神等元代彩塑共十四尊。工艺精湛，造型优美。

## 保护
1987年翻修。2006年5月25日，三官庙公布为第六批全国重点文物保护单位，编号6-443。在关锁20年后，三官庙对外开放。